# Rasmus Løland
Rasmus Løland (24 de mayo de 1861 – 12 de octubre de 1907) fue un periodista, novelista y escritor infantil noruego. Nació en Suldal. Sus primeras obras literarias fueron publicadas en la revista Fedraheimen en la década de 1880, y su primer libro fue la colección de cuentos Folkeliv en 1891. Editó la revista infantil Norsk Barneblad en 1902. Es generalmente conocido por sus obras para el público infantil, como Paa sjølvstyr (1892), Ungar (1892), Kor vart det av jola? (1894), Smaagutar (1897), Det store nashorne (1900), y Kvitebjørnen (1906).